# Zlata Ognevich
Zlata Leonidivna Ognevich (ucraniano: Злата Леонідівна Огнєвіч, nacida como Inna Leonidivna Bordyuh (ucraniano: Інна Леонідівна Бордюг), 12 de enero de 1986) es una cantante ucraniana y exdiputada de la Rada Suprema (Parlamento de Ucrania). Representó a Ucrania en el Festival de la Canción de Eurovisión 2013 en Malmö con la canción "Gravity". Ognevich trató previamente representar a Ucrania en el concurso en 2010 y 2011.

## Biografía
Inna Leonidivna Bordyuh (en ucraniano: Інна Леонідівна Бордюг, en ruso: Инна Леонидовна Бордюг), su nombre real, nació en 1986 en Murmansk, en el norte de la entonces República Socialista Soviética de Rusia, pero creció en la ciudad de Sudak, Crimea. Su padre, que era cirujano militar en un submarino soviético fue trasladado a Sudak en 1991. Antes de eso, ella había vivido en "muchas ciudades y países".
Ognevich se graduó en la Facultad de Música Rheingold M. Glière de Kiev y es solista del Conjunto de la Canción y Danza de las Fuerzas Armadas de Ucrania.

## Carrera musical
Zlata Ognevich ya intentó entrar en el Festival de Eurovisión 2010 con Ucrania. Su canción era "Tiny Island", que terminó quinta con 30 puntos.

### Festival de Eurovisión 2011
En 2011, hizo su segundo intento fallido de representar a Ucrania en el concurso. Esta vez, la canción fue en idioma ucraniano. Su tema fue "Kukushka", que terminó segundo.
Tras las quejas de los espectadores sobre el procedimiento de votación en los últimos años, se celebró una nueva final el 3 de marzo de 2011, pero Jamala y Ognevich se retiraron de esta nueva final en los días previos y Mika Newton se convirtió en el artista para representar a Ucrania.

### Festival de Eurovisión 2013

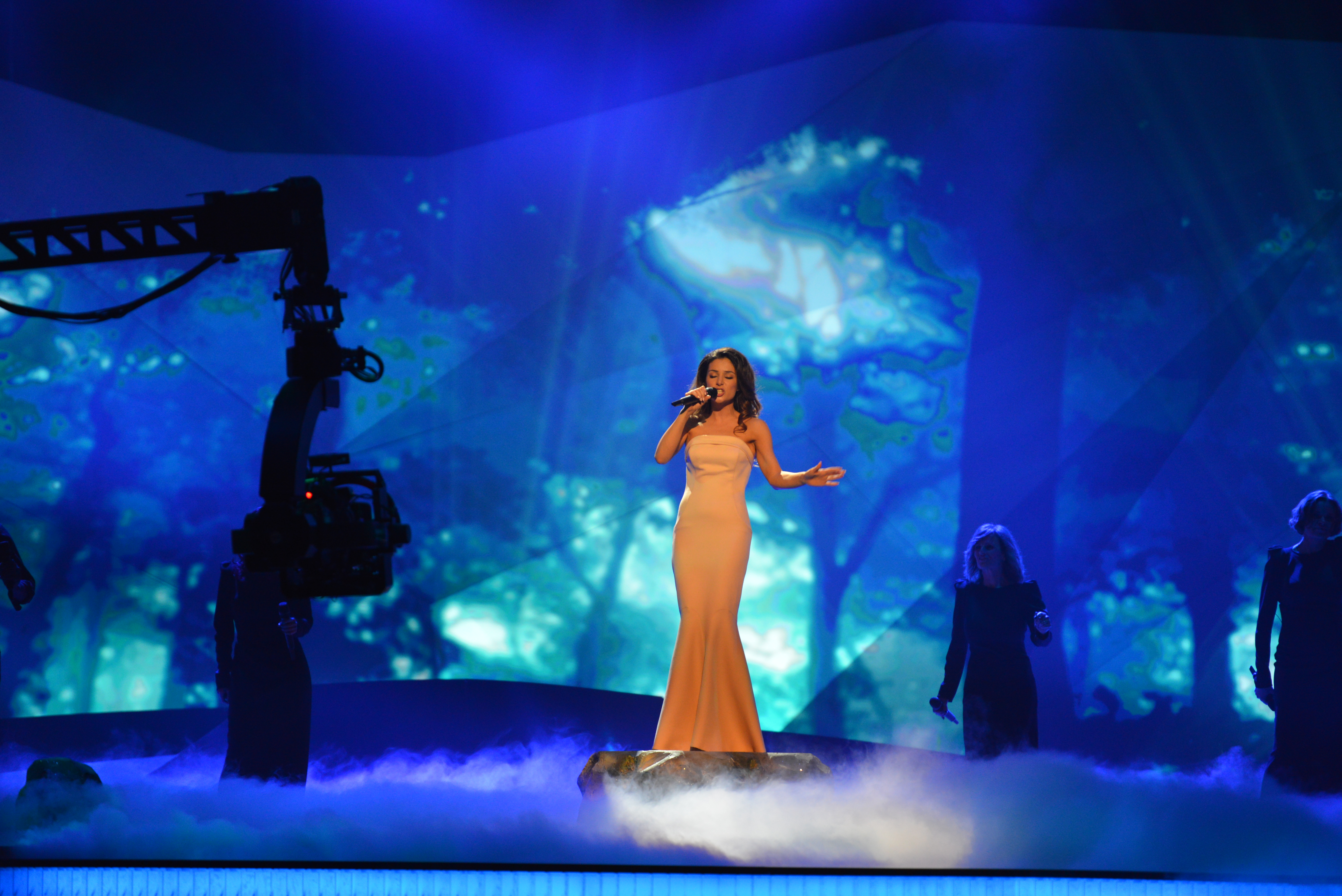
Zlata Ognevych interpretando su sencillo "Gravity" en el escenario del Malmö Arena el 18 de mayo de 2013.

En 2013 Ognevich logró vencer en la selección previa, tras sus dos intentos anteriores, con la canción "Gravity". Esta vez ganó la final nacional al recibir un total de 40 puntos, 20 de jurado y 20 del televoto y fue seleccionada para representar a Ucrania en el Festival de Eurovisión 2013 celebrado en Malmö, Suecia.
En el festival, Ognevich terminó en tercera posición con 214 puntos, recibiendo 12 puntos en Armenia, Azerbaiyán, Bielorrusia, Croacia y Moldavia.
10 puntos vinieron de Bulgaria, Chipre, Estonia, Israel, Lituania, Malta, Serbia y España. 8 puntos de Bélgica, Georgia, Grecia e Irlanda. Los otros puntos vinieron de Austria, Dinamarca (que ganó la final de este año), Hungría, Islandia, Italia, Letonia, Noruega, Rumania, Rusia, Países Bajos y Reino Unido.
Este año fue la 11.ª vez que Ucrania participaba en el concurso, y Zlata continuó la historia de los buenos resultados de Ucrania, país que ganó la final en 2004 con Ruslana, fue segundo en 2007 y 2008, cuarto en 2011, 7.º en 2006 y 10.º en 2010. Los 214 puntos de Zlata logrados en 2013 fueron la cuarta mejor posición por puntos finales para Ucrania desde su primera participación en 2003.

## Carrera política

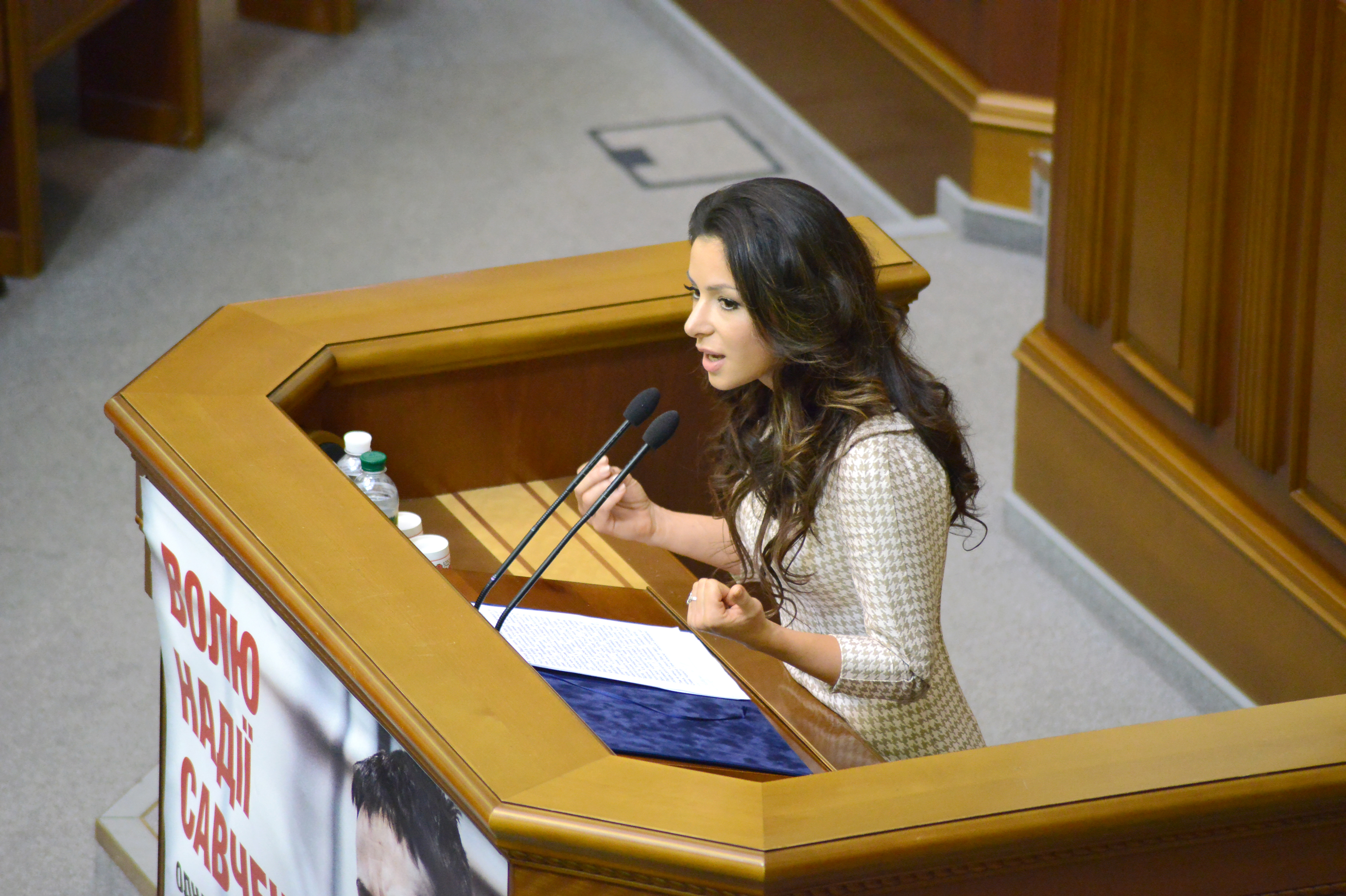
Discurso en la Rada Suprema de Ucrania de 2015.

El 26 de octubre de 2014, en las elecciones parlamentarias de Ucrania, Ognevich fue una candidata (como candidata no partidaria se colocó cuarta en la lista del partido) del Partido Radical. De acuerdo con el líder del Partido Radical Oleh Lyashko, Ognevich estaba en la lista del partido porque "entiendo que en la imaginación de la gente un parlamentario es mofletudo, panzón, viejo, enfermo y estúpido. Quiero al Parlamento joven, inteligente, hermoso". En las elecciones el partido obtuvo 22 escaños y, por tanto Ognevich fue elegida en el parlamento. En el parlamento se centró en los asuntos culturales y los derechos de autor. Ognevich estuvo presente en el 57% de todas las sesiones parlamentarias durante su permanencia en el parlamento.
El 10 de noviembre de 2015, Ognevich presentó una carta de renuncia al parlamento. En su discurso de renuncia al parlamento del mismo día ella declaró: "Ahora veo que cuando no hay cultura es más fácil gobernar y manipular a la gente. Por eso, en estas circunstancias, como activista cultural, no soy útil a este parlamento...". En el discurso, también acusó a sus antiguos compañeros de servir a los cabilderos, y no a la población en general.

## Sencillos
- "Tiny Island"
- "The Kukushka"
- "Gravity"
- "One day"